# Porte de Libocan
La porte de Libocan ou de Libočany (en tchèque Libočanská branka) est l'une des deux entrées préservées de la ville fortifiée médiévale de Žatec en Tchéquie, qui fait partie du patrimoine mondial de l'UNESCO. Les portes et les forts faisaient partie d'un massif système de fortifications médiévales construit aux XIIIe – XVe siècles, grâce auquel Žatec est devenu une des villes tchèques les mieux fortifiées. Au XIXe siècle, les murs, empêchant le développement futur de la ville, ont donc été progressivement démolis. Des quatre portes de la ville, seules deux ont survécu : Libočanská branka et Kněžská branka (Porte du curé).

## Histoire

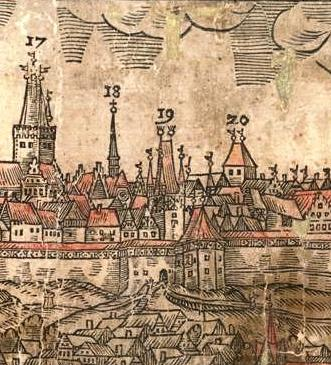
Extrait de la veduta de Willenberg de 1611. La porte de Libočan a le numéro 19

Comme son nom l'indique, la porte fortifiée menait à la ville de  Libocan ou Libočany. La tour a un noyau gothique, mais la forme actuelle est le résultat de modifications baroques et Empire. Selon l'analyse dendrochronologique, la poutre qui fixait la porte derrière le portail extérieur du passage a été taillée dans un chêne abattu entre 1257 et 1287. La partie inférieure de la porte est donc plus ancienne que la Porte du Curé. La porte a presque 19 mètres de haut. Le passage profond et étroit mesure 2 mètres de large au niveau de l'arche extérieure. Le portail a été surélevé et modifié dans le style du baroque tardif au classicisme (fin du XVIIIe siècle). 
En 1767, la porte est endommagée par un grand incendie qui détruit une grande partie du centre-ville. Dès 1843, la porte fut modifiée à des fins résidentielles. Jusqu'en 1879, elle comportait une plaque commémorative et l'année 1463 – date d'achèvement de la construction de la fortification gothique tardive de Žatec. Dès le XVIIIe siècle, le nom de « Brankathor » est utilisé pour le bâtiment, preuve de la germanisation progressive de la ville. La porte est actuellement utilisée comme logement.